# Don Gillis
Don Gillis (ur. 17 czerwca 1912 w Cameron w stanie Missouri, zm. 10 stycznia 1978 w Columbii w stanie Karolina Południowa) – amerykański kompozytor.

## Życiorys
W dzieciństwie uczył się gry na trąbce i puzonie, był członkiem orkiestry szkolnej. Ukończył studia muzyczne na Texas Christian University w Fort Worth. Był asystentem dyrygenta orkiestry uniwersyteckiej, był też aranżerem i puzonistą miejscowej rozgłośni radiowej. W 1942 roku podjął pracę w sieci NBC w Chicago, a w 1943 roku w Nowym Jorku. W latach 1944–1954 był kierownikiem nagrań radiowych z udziałem Arturo Toscaniniego. Kierował katedrą muzyki Southern Methodist University (1967–1968) i Dallas Baptist College (1968–1972). Od 1973 roku był kompozytorem rezydentem przy University of South Carolina w Columbii.
Tworzył w konserwatywnym stylu nawiązującym do tradycji muzyki amerykańskiej, korzystał też z elementów jazzu. Tworzył muzykę o przeważnie prostym charakterze, przystępną dla szerszej publiczności. Trzon jego twórczości stanowią wielkie dzieła symfoniczne oraz utwory wokalno-instrumentalne.
Opublikował prace The Unfinished Symphony Conductor (Austin 1967) i The Art of Media Instructor (Dallas 1973).

## Wybrane kompozycje
(na podstawie materiałów źródłowych)

### Utwory orkiestrowe
- 9 symfonii (I „An American Symphony” 1940, II „Symphony of Faith” 1940, III „A Symphony of Free Man” 1941, IV 1943, V 1945,, V½ „A Symphony of Fun” 1947, VI 1947, VII „Saga of a Prairie School” 1948, VIII „A Dance Symphony” 1950)
- Four Mood in Three Keys (1936)
- The Woolyworm (1937)
- Thoughts Provoked on Becoming a Prospective Papa (1937)
- The Panhandle (1937)
- The Raven (1938)
- Portrait of a Frontier Town (1940)
- Intermission – 10 Minutes (1940)
- 3 Sketches (1942)
- Prairie Poem (1943)
- The Alamo (1944)
- A Short Overture to an Unwritten Opera (1944)
- To an Unknown Soldier (1945)
- Rhapsody na harfę i orkiestrę (1946)
- Tulsa: A Symphonic Portrait in Oil (1950)
- Star Spangled Symphony (1967)
- Dude Ranch (1967)

### Utwory wokalno-instrumentalne
- oratorium The Crucifixion (1937)
- The Night before Christmas na narratora i orkiestrę (1941)
- The Man who Invented Music na narratora i orkiestrę (1950)
- kantata Let us Pray (1973)
- The Secret History of the Birth of the Nation na narratora i chór (1976)

### Opery
- The Park Avenue Kids (wyst. Elkhart 1957)
- Pep Rally (wyst. Interlochen 1957)
- The Libretto (wyst. Norman 1961)
- The Legend of Star Valley Junction (wyst. Nowy Jork 1969)
- The Gift Magi (wyst. Fort Worth 1965)
- The Nazarene (wyst. Dallas 1969)